# Jérôme Truyens
Jérôme Truyens (Ukkel, 4 augustus 1987) is een Belgisch hockeyer.

## Levensloop
Hij speelt voor Royal Racing Club de Bruxelles in Brussel en is een aanvaller. 
Daarnaast maakt Truyens deel uit van het nationaal team dat zich wist te plaatsen voor de Olympische Spelen van 2008 in Peking, door bij de EK van 2007 in Manchester derde te worden. Truyens scoorde daar in de kleine finale in de slotminuut de winnende treffer tegen Duitsland. In de eerste wedstrijd van België op de Olympische Spelen in Peking, tegen Spanje, scoorde hij wederom. België verloor echter met 4-2. Uiteindelijk eindigde het Belgisch team op de negende plaats. Vier jaar later op de Olympische Spelen van Londen finishte hij op een vijfde plaats. Op de Olympische Spelen van 2016 in Rio de Janeiro veroverde hij een zilveren medaille. Het Belgische team verloor de finale tegen Argentinië.
Daarnaast was hij actief bij het Belgisch zaalhockeyteam. Met de Indoor Red Lions nam hij onder meer deel aan het Europese kampioenschap van 2020.